# Виеру, Анатол
Анато́л Вие́ру (рум. Anatol Vieru, при рождении Адольф Гринберг; 8 июня 1926, Яссы — 8 октября 1998, Бухарест) — румынский композитор, музыкальный теоретик, музыкальный педагог.

## Биография
Анатол Виеру родился в Яссах в еврейской семье. Во время войны пережил Ясский погром (памяти жертв посвящена его композиция 1990 года). Учился в Бухарестской консерватории (1946—1951), в Московской консерватории у А. Хачатуряна (1951—1955; об этом периоде его жизни тепло вспоминал А. Шнитке). В 1973—1974 годах был стипендиатом в Западном Берлине, в 1978 году защитил там диссертацию по музыкознанию. Преподавал в Дармштадте, Иерусалиме, Нью-Йорке, Чикаго, Сиэтле и других.

## Творчество и признание
Автор нескольких опер (Иона, 1976, и др.), шести симфоний, восьми струнных квартетов, камерной музыки, вокальных сочинений (в том числе — на тексты Эминеску, Баковии, Урмуза), музыки к фильмам.
Лауреат премии Энеску (1946) и премии Сергея Кусевицкого (1966), Премия Гердера (1986). Его сочинения исполняли О. Каган, Н. Гутман, другие выдающиеся музыканты и коллективы.

## Семья
Жена (с 1954 года) — музыковед Нина Виеру (урождённая Шутикова). Сын — пианист Андрей Виеру (род. 1958).